# Оборона на Эландс-Ривер (1900)
Оборона на Эландс-Ривер (англ. Battle of Elands River) — одно из боевых действий во время Второй англо-бурской войны, произошедшее с 4 по 16 августа 1900 года в западном Трансваале на реке Эландс у Бракфонтейн-Дрифта. Британский гарнизон, охранявший базу снабжения, в течение 13 дней держал оборону против окруживших его буров и дождался подхода помощи.
База снабжения на реке Эландс была расположена недалеко от Бракфонтейн-Дрифт, ныне город Свартруггенс, примерно в 173 километрах к западу от Претории. Охранял базу гарнизон из 500 человек, состоявший из австралийских и родезийских солдат, который был рассредоточен по нескольким позициям на окружающих холмах. С помощью гелиографа гарнизон имел связь с Рюстенбургом, находящимся на расстоянии 70 километров к западу. Его единственной огневой поддержкой были один или два пулемета «Максим».
Отчаянно нуждаясь в провизии, буры Де ла Рея решили атаковать гарнизон с целью захватить находящиеся там припасы. Британцы получили разведданные, предупреждающие о возможном нападении и создали импровизированный оборонительный периметр из ящиков и фургонов. Так как у солдат не было шанцевого инструмента, то не смогли окопаться.
Подошедшие буры ночью окружили гарнизон и рано утром 4 августа начали интенсивный артиллерийский обстрел, продолжавшийся целый день, в результате которого было убито и ранено не менее 28 солдат, и пало около 1500 лошадей, мулов и крупного рогатого скота
На следующее утро, 5 августа, бурские артиллеристы продолжили обстрел, хотя и менее результативный, так как за ночь защитники соорудили каменные сангары и укрепили позиции ящиками, мешками с землей и колесами телег. После того, как гарнизон отклонил предложение Де ла Рея капитулировать, обстрел возобновился и продолжался всю ночь.

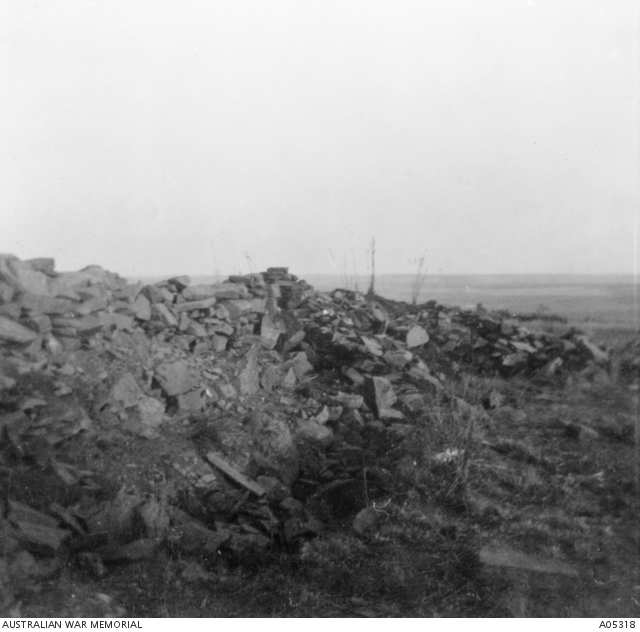
Сангары у Эландс-Ривер

Позже в этот же день ожидаемая британская колонна численностью 1000 человек во главе с Кэррингтоном попала в засаду буров в 3 км к западу от позиции обороняющихся и отступила.
После первоначального сильного обстрела на третий день боя бурские артиллеристы снизили скорострельность, когда стало очевидно, что они уничтожают часть припасов, которые пытались захватить. Тем не менее они продолжали вести огонь из стрелкового оружия. В сильную дневную жару защитники страдали от нехватки воды и вони от разлагающихся трупов животных.
Британцы предприняли вторую попытку освободить гарнизон, отправив 6 августа из Рюстенбурга отряд численностью около 1000 человек под командованием полковника Роберта Баден-Пауэлла. Он остановился примерно на трети пути (в 30 км от осажденного гарнизона) и отправил разведчиков. Не сумев провести надлежащую разведку, около полудня Баден-Пауэлл повернул назад, решив, что усилия по оказанию помощи бессмысленны. Поздно вечером 6 августа главнокомандующий лорд Робертс, узнав, что 5 августа Кэррингтону не удалось эвакуировать гарнизон, приказал ему попробовать еще раз.
Ночью 6 и 7 августа буры попытались захватить холм к югу от Дорнспруита, чтобы отрезать защитников от возможности снабжения водой, но их две попытки были отбиты.
8 августа обороняющимися было снова отвергнуто предложение Де ла Рея о сдаче.
В связи с восстанием местного племени кгатла и нападением его на близлежащие фермы большая часть буров покинула позиции. В конечном итоге, только около 200 коммандос остались держать осаду. В результате бурский огонь уменьшился и, наконец, прекратился совсем. В ответ защитники выслали патрули для разведки позиций буров, а ночью также были отправлены небольшие диверсионные группы. В результате, вместо того, чтобы захватить инициативу, защитники в основном оставались в обороне, думая, что буры пытаются уловкой выманить их.
13 августа британское командование узнало от перехваченного бурского посыльного, что гарнизон все еще держится. Через два дня 10 000 человек под командованием лорда Китченера выступили к реке Эландс. Когда они приблизились, Де ла Рей, столкнувшись с превосходящими силами, отвел то, что осталось от его войск, и 16 августа колонна Китченера прибыла к позициям у Эландс-Ривер и сняла блокаду.